# Nagycserkesz, Szabolcs-Szatmár-Bereg
Nagycserkesz  este un sat în districtul Nyíregyház, județul Szabolcs-Szatmár-Bereg, Ungaria, având o populație de 1.869 de locuitori (2011). 

## Demografie
Componența etnică a satului Nagycserkesz
     Maghiari (75,86%)
     Romi (23,14%)
     Necunoscut (0,27%)
     Alții (0,72%)
Componența confesională a satului Nagycserkesz
     Luterani (36,76%)
     Romano-catolici (22,36%)
     Fără religie (12,2%)
     Reformați (5,99%)
     Greco-catolici (5,3%)
     Necunoscută (17,39%)
     Alte religii (1,28%)
Conform recensământului din 2011, satul Nagycserkesz avea 1.869 de locuitori. Din punct de vedere etnic, majoritatea locuitorilor (75,86%) erau maghiari, cu o minoritate de romi (23,14%). Apartenența etnică nu este cunoscută în cazul a 0,27% din locuitori. Nu există o religie majoritară, locuitorii fiind luterani (36,76%), romano-catolici (22,36%), persoane fără religie (12,2%), reformați (5,99%) și greco-catolici (5,3%). Pentru 17,39% din locuitori nu este cunoscută apartenența confesională.